# Scott Sumner

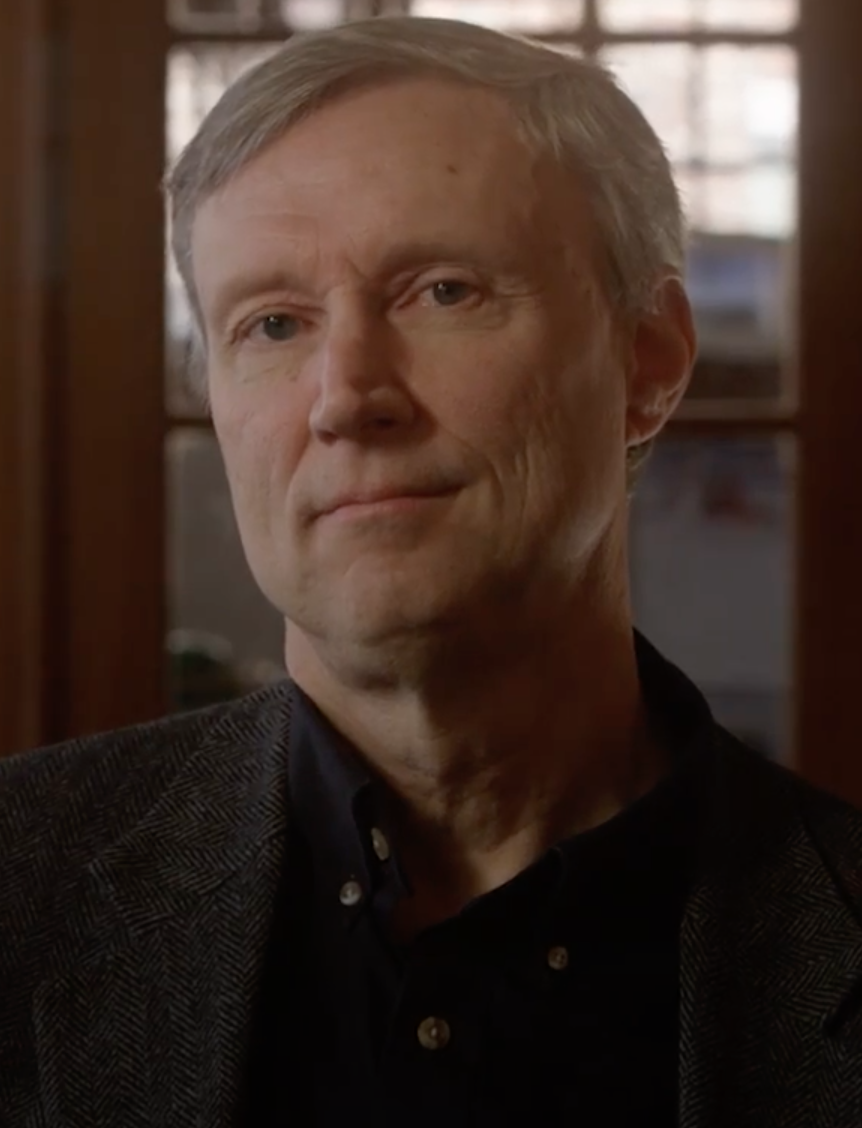
Scott Sumner

Scott B. Sumner (geboren  1955) ist ein US-amerikanischer Wirtschaftswissenschaftler und Professor an der George Mason University.

## Leben
Sumner graduierte 1985 als PhD in Wirtschaftswissenschaft an der University of Chicago und veröffentlichte anschließend vor allem zu Prognosemärkten und Geldpolitik Breitere Bekanntheit erlangte er im Verlaufe der Finanzkrise ab 2007, als Sumner in seinem Blog der These widersprach, die Wirtschaft der Vereinigten Staaten befinde sich in einer Liquiditätsfalle. Er entwickelte eine Theorie, der zufolge Zentralbanken wie die Federal Reserve einen Futures-Markt für das nominale Niveau des BIP schaffen sollten; die gewonnenen Informationen sollen dazu dienen, das nominale BIP zu steuern (NGDP targeting). Im Kreise dieser These entwickelte sich darauf eine ökonomische Schule, die als „Marktmonetarismus“ (market monetarism) bekannt wurde, als deren „graue Eminenz“ Ambrose Evans-Pritchard Sumner bezeichnete. 2012 bezeichnete der Chronicle of Higher Education deshalb Sumner neben Gregory Mankiw und Paul Krugman als „einen der einflussreichsten wirtschaftswissenschaftlichen Blogger“.